# Cotxe elèctric

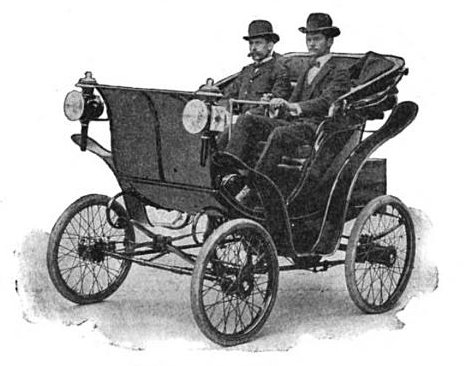
Cotxe elèctric

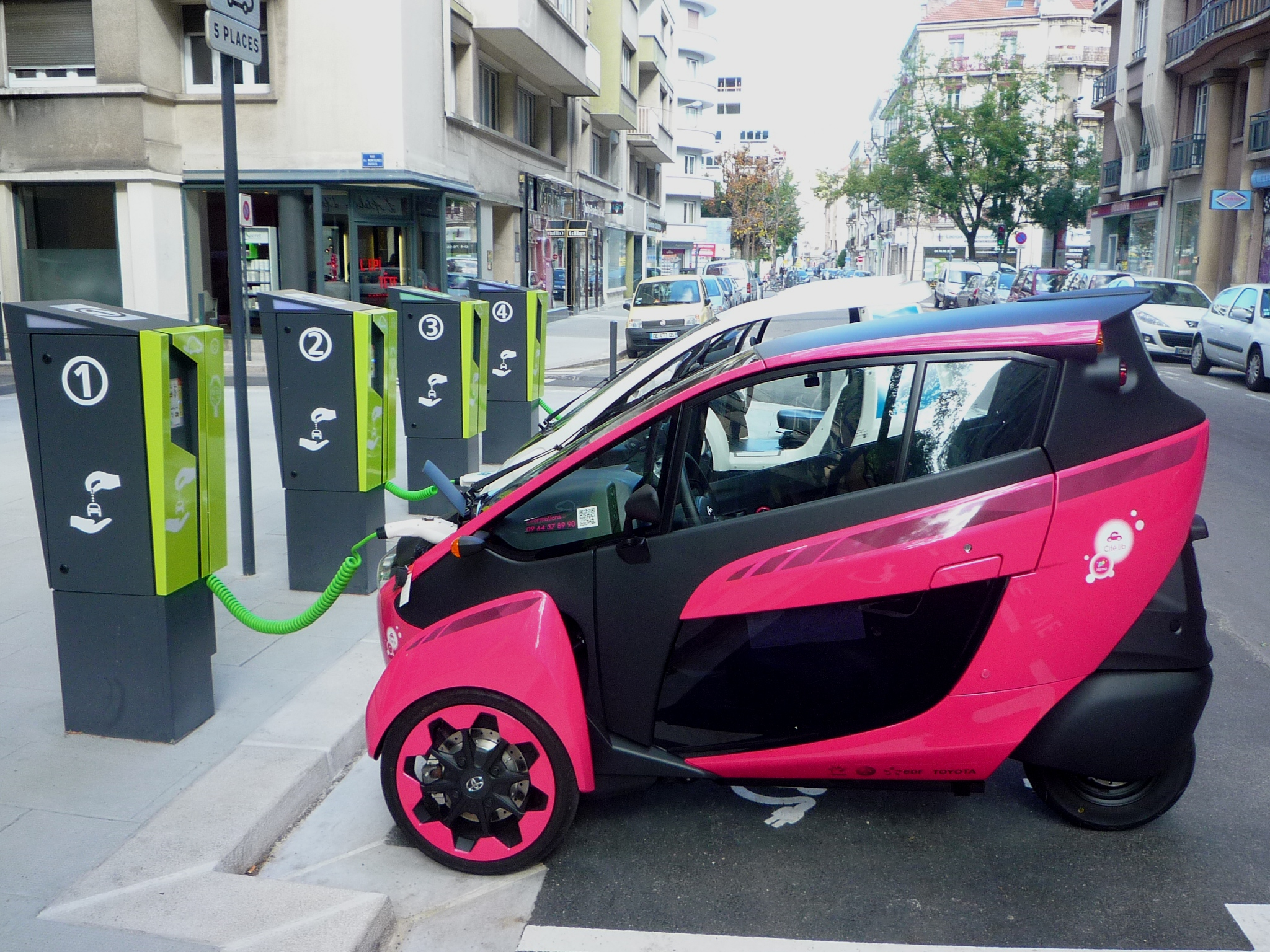
Cotxe agafant energia de la xarxa

Un cotxe elèctric, o bé vehicle elèctric, és —en termes comercials populars— un cotxe que es mou propulsat únicament amb un motor elèctric i que utilitza energia elèctrica emmagatzemada en piles de combustible o en bateries. Els cotxes que poden funcionar tant amb motor elèctric com de combustió es consideren cotxes híbrids. Des d'un punt de vista tècnic o rigorós, també es consideren cotxes elèctrics aquells propulsats per motors elèctrics de combustió: de pistó, wankel, stirling, etc. Tot i que pot semblar una tecnologia molt moderna, els cotxes elèctrics es fabriquen des de mitjans del segle xix.
Malgrat que es solen considerar cotxes nets, els cotxes elèctrics utilitzen combustible. Els que funcionen amb piles de combustible utilitzen metà, que és un hidrocarbur com el petroli (gasolina, gasoil, etc...), o bé hidrogen, que actualment utilitza grans quantitats d'aigua i energia. Aquesta s'obté d'hidrocarburs, dels quals es pot consumir una quantitat més gran que si el motor del cotxe funcionés amb derivats del petroli. Els cotxes elèctrics purs poden arribar a contaminar més que els de gasolina o gasoil, ja que utilitzen electricitat obtinguda majoritàriament a partir d'energia nuclear i d'hidrocarburs (petroli, gas natural i carbó). Per tant, poden arribar a consumir més energies brutes que els cotxes amb motors de combustió. Això és així, perquè —cada vegada que es fa una transformació d'energia, en aquest cas d'energia de combustió en una central tèrmica o nuclear a elèctrica per a carregar el cotxe— es perd energia útil, i se’n pot aprofitar només una part i consumint —i per tant contaminant— molt més.
Els cotxes no contaminants, o nets, serien els que funcionen amb energies renovables, com per exemple els cotxes solars, que utilitzen panells de captació d'energia solar, o bé es podrien anomenar d'aquesta manera els que funcionen amb energia elèctrica, si aquesta provingués únicament d'energies renovables. Els cotxes elèctrics contaminen, doncs, més que els propulsats amb hidrocarburs. Tanmateix, si aquesta tecnologia es pot desenvolupar, es pot crear una alternativa perquè puguin ser més ecològics o nets. Per assolir aquest objectiu, s'haurien de canviar les polítiques de generació d'electricitat fent que aquesta es produeixi a partir, únicament, d'energies renovables. El cotxe elèctric té diversos avantatges, entre els quals el fet de ser més silenciós (menys contaminació acústica); d'altra banda, per a la gent de la ciutat, té l'avantatge que el diòxid de carboni s'emet en una central tèrmica, lluny dels llocs densament habitats, de manera que la contaminació de l'aire, tot i que és més elevada, es produeix en un lloc apartat.

## Història

### Evolucions primerenques

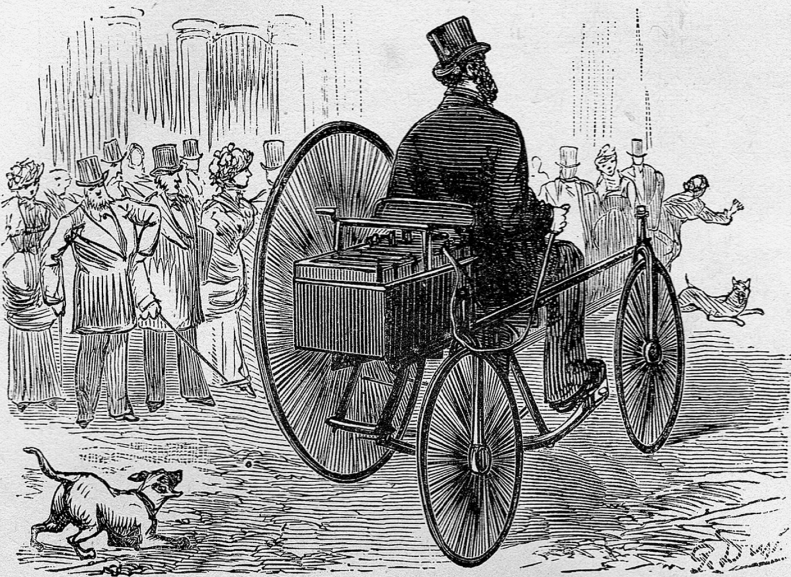
El vehicle elèctric personal de Gustave Trouvé (1881), el primer cotxe elèctric a gran escala presentat públicament del món

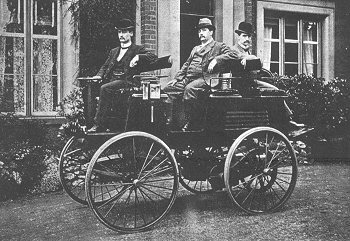
Els primers cotxes elèctrics construïts per Thomas Parker - foto de 1895

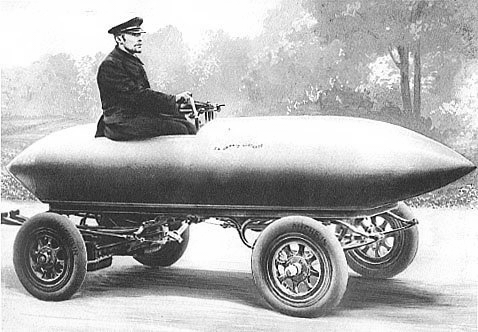
"La Jamais Contente", 1899

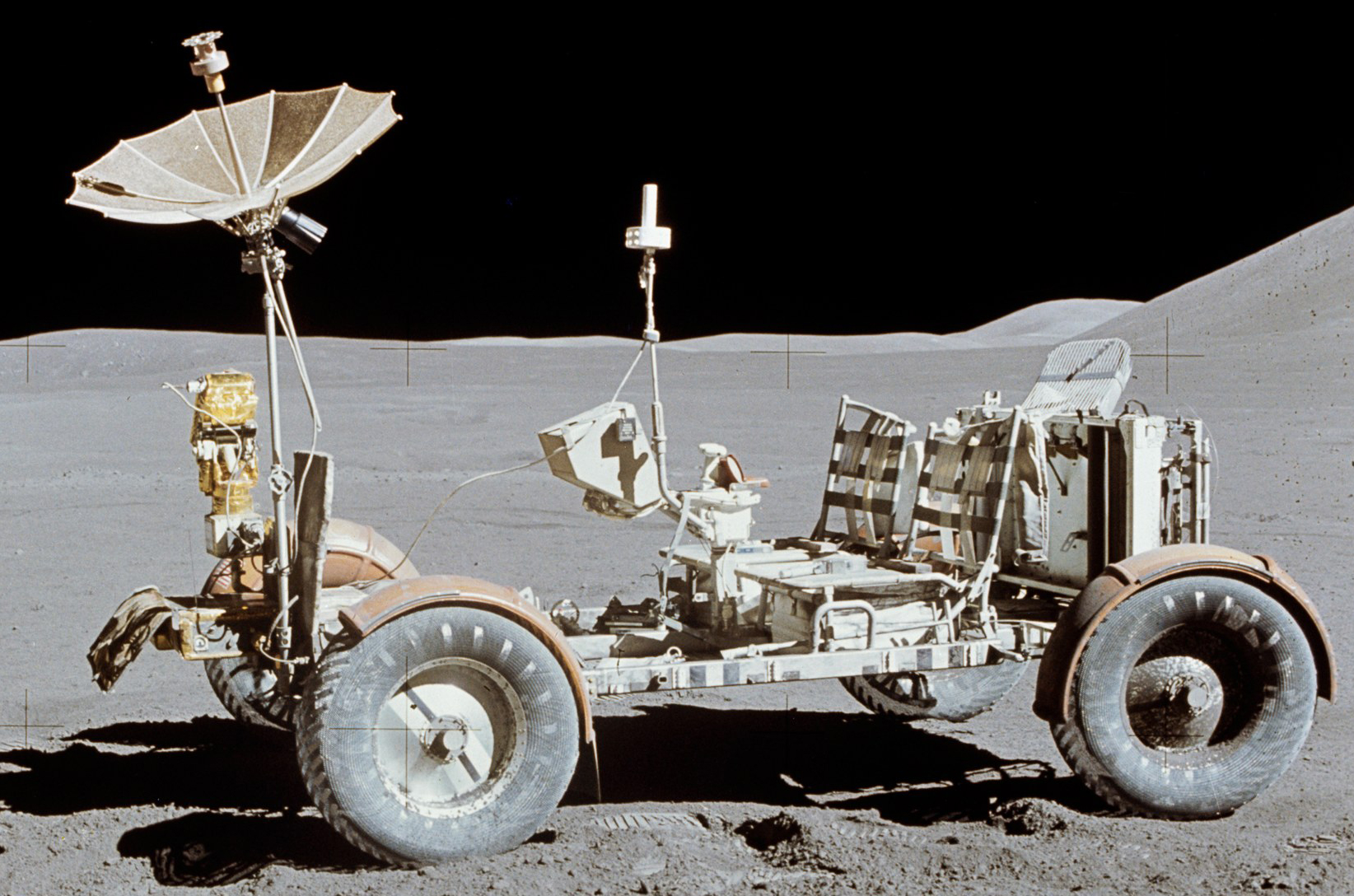
Els Lunar Roving Vehicles de la NASA funcionaven amb bateries

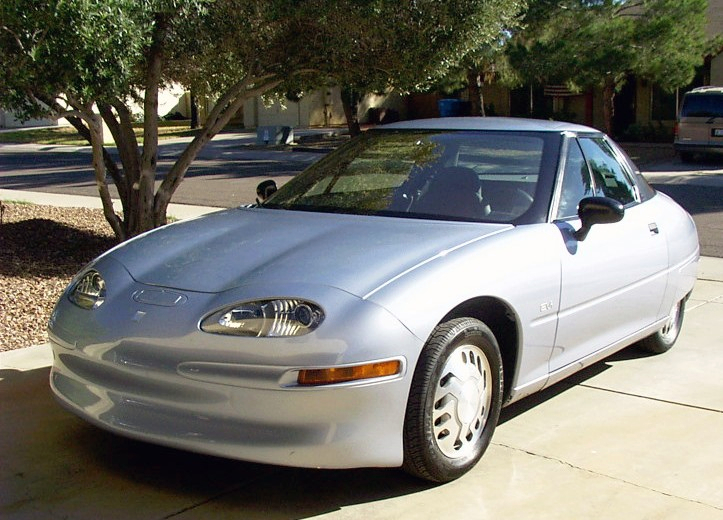
El General Motors EV1, un dels cotxes introduïts a causa d'un mandat de la California Air Resources Board (CARB), tenia una gamma de 260 km amb bateria NiMH el 1999

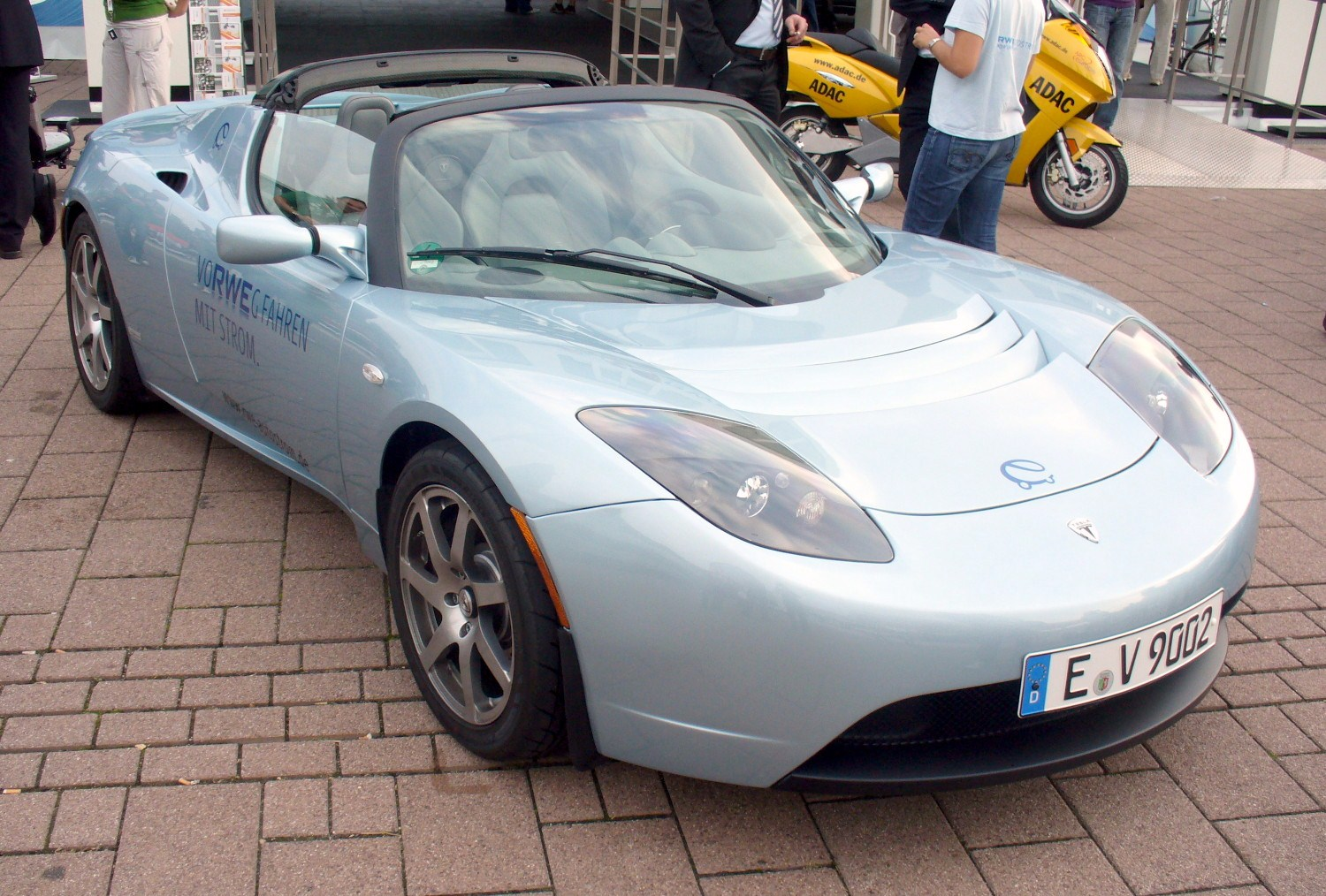
El Tesla Roadster va ajudar a inspirar la generació moderna de vehicles elèctrics

Sovint se li atribueix a Robert Anderson haver inventat el primer cotxe elèctric entre 1832 i 1839.
Els següents cotxes elèctrics experimentals van aparèixer durant la dècada de 1880:
- El 1881, Gustave Trouvé va presentar un cotxe elèctric a l'Exposition internationale d'Electricité de Paris.[5]
- El 1884, més de 20 anys abans del Ford Model T, Thomas Parker va construir un cotxe elèctric a Wolverhampton utilitzant les seves pròpies bateries recarregables d'alta capacitat especialment dissenyades, tot i que l'única documentació és una fotografia de 1895.[6][7][8]
- El 1888, l'alemany Andreas Flocken va dissenyar el Flocken Elektrowagen, considerat per alguns com el primer cotxe elèctric "real".[9][10][11]

L'electricitat era un dels mètodes preferits per a la propulsió d'automòbils a finals del segle xix i principis del XX, proporcionant un nivell de confort i una facilitat d'operació que no podien aconseguir els cotxes de gasolina de l'època. La flota de vehicles elèctrics va assolir un màxim d'aproximadament 30.000 vehicles a principis del segle xx.
El 1897, els cotxes elèctrics van trobar per primera vegada un ús comercial com a taxis a Gran Bretanya i als Estats Units. A Londres, les taxis elèctrics de Walter Bersey van ser els primers vehicles autopropulsats de lloguer en una època en què els taxis eren tirats per cavalls. A la ciutat de Nova York, una flota de dotze hansom cabs i un brougham, basat en el disseny de l'Electrobat II, va formar part de un projecte finançat en part per la Electric Storage Battery Company de Filadèlfia. Durant el segle xx, els principals fabricants de vehicles elèctrics als Estats Units van ser Anthony Electric, Baker, Columbia, Anderson, Edison, Riker, Milburn, Bailey Electric i Detroit Electric. Els seus vehicles elèctrics eren més silenciosos que els de gasolina i no requerien canvis de marxa.
Sis cotxes elèctrics van tenir el rècord de velocitat terrestre al segle xix. L'últim d'ells va ser el La Jamais Contente en forma de coet, conduït per Camille Jenatzy, que va trencar la barrera de velocitat dels 100 km/h en assolir una velocitat màxima de 105,88 km/h el 1899.
Els cotxes elèctrics es van mantenir populars fins que els avenços en els cotxes de motor de combustió interna (ICE) i la producció massiva de vehicles més barats amb gasolina i dièsel van provocar un declivi. Els temps de recàrrega molt més ràpids dels cotxes ICE i els costos de producció més barats els van fer més populars. No obstant això, un moment decisiu va arribar amb la introducció el 1912 del motor d'arrencada elèctric. que va substituir altres mètodes, sovint laboriosos, d'engegar l'ICE, com ara la manovella manual.

### Cotxes elèctrics moderns
A principis de la dècada de 1990, la Califòrnia Air Resources Board (CARB) va començar a impulsar vehicles més eficients en combustible i amb menys emissions, amb l'objectiu final de passar a vehicles de zero emissions com els elèctrics. vehicles. Com a resposta, els fabricants d'automòbils van desenvolupar models elèctrics. Aquests primers cotxes van ser finalment retirats del mercat nord-americà.
El fabricant d'automòbils elèctrics de Califòrnia Tesla Motors va començar el desenvolupament el 2004 del que seria el Tesla Roadster, lliurat per primera vegada als clients el 2008. El Roadster va ser el primera cotxe totalment elèctric legal per utilitzar cèl·lules de bateria d'ions de liti i el primer cotxe totalment elèctric de producció que viatja més de 320 km per càrrega. El Mitsubishi i-MiEV, llançat el 2009 al Japó, va ser el primer cotxe elèctric de producció en sèrie legal per a les carreteres, i també el primer cotxe totalment elèctric que va vendre més de 10.000 unitats. Uns mesos més tard, el Nissan Leaf, llançat el 2010, va superar l'i MiEV com el cotxe totalment elèctric més venut en aquell moment.
A partir del 2008, es va produir un renaixement en la fabricació de vehicles elèctrics a causa dels avenços en les bateries, i la voluntat de reduir les emissions de gasos d'efecte hivernacle i millorar la qualitat de l'aire urbà. Durant la dècada de 2010, la indústria de vehicles elèctrics a la Xina es va expandir molt amb el suport del govern. No obstant això, les subvencions introduïdes pel govern xinès es reduiran entre un 20 i un 30% i s'eliminaran completament abans del 2023. Diversos fabricants d'automòbils van augmentar els preus dels seus vehicles elèctrics en previsió de l'ajust de les subvencions, com ara Tesla, Volkswagen i GAC Group, amb seu a Guangzhou, que compta amb Fiat, Honda, Isuzu, Mitsubishi i Toyota com a socis estrangers.
El juliol de 2019, la revista nord-americana Motor Trend va atorgar al Tesla Model S totalment elèctric el títol de "cotxe definitiu de l'any". El març de 2020, el Tesla Model 3 va superar el Nissan Leaf per convertir-se en el cotxe elèctric més venut de tots els temps del món, amb més de 500.000 unitats lliurades; va assolir la fita d'1 milió de vendes globals el juny del 2021.
Al tercer trimestre del 2021, l'Alliance for Automotive Innovation va informar que les vendes de vehicles elèctrics havien arribat al sis per cent de totes les vendes d'automòbils lleugers als Estats Units, el volum més alt de vendes de vehicles elèctrics mai registrat amb 187.000 vehicles. Es tracta d'un augment de les vendes de l'11%, enfront d'un augment de l'1,3% en les unitats de gasolina i dièsel. L'informe indicava que Califòrnia era el líder nord-americà en vehicles elèctrics amb gairebé el 40% de les compres nord-americanes, seguida de Florida, un 6%, Texas, un 5% i Nova York, un 4,4%.

## Economia

### Cost de fabricació
La part més cara d'un cotxe elèctric és la seva bateria. El preu va baixar de 605€ per kWh en 2010, a 170€ en 2017, a 100€ en 2019. Quan es dissenya un vehicle elèctric, els fabricants poden trobar que, per a una producció baixa, convertir les plataformes existents pot ser més barat, ja que el cost de desenvolupament és més baix; tanmateix, per a una producció més alta, es pot preferir una plataforma dedicada per optimitzar el disseny i el cost.

### Cost total de propietat
A la UE i als EUA, però encara no a la Xina, el cost total de propietat dels cotxes elèctrics recents és més barat que el dels cotxes de gasolina equivalents, a causa dels menors costos de combustible i manteniment.
Com més gran sigui la distància recorreguda per any, més probable és que el cost total de propietat d'un cotxe elèctric sigui inferior al d'un cotxe ICE equivalent. La distància d'equilibri varia segons el país en funció dels impostos, les subvencions i els diferents costos de l'energia. En alguns països la comparació pot variar segons la ciutat, ja que un tipus de cotxe pot tenir diferents càrrecs per entrar a diferents ciutats; per exemple, a Anglaterra, Londres cobra als cotxes ICE més que Birmingham.

#### Cost de compra
Diversos governs nacionals i locals han establert incentius VE per reduir el preu de compra de cotxes elèctrics i altres connectors.
En 2020, la bateria del vehicle elèctric és més d'una quarta part del cost total del cotxe. S'espera que els preus de compra baixin per sota dels dels cotxes ICE nous quan els costos de la bateria baixin a $100 per kWh, que es preveu que sigui a mitjans de la dècada del 2020.
El lloguer o les subscripcions són populars en alguns països, depenent una mica dels impostos i subvencions nacionals, i els cotxes al final del lloguer estan ampliant el mercat de segona mà.

#### Costos de funcionament
L'electricitat gairebé sempre costa menys que la gasolina per quilòmetre recorregut, però el preu de l'electricitat sovint varia segons on i a quina hora del dia es carrega el cotxe. L'estalvi de costos també es veu afectat pel preu de la gasolina, que pot variar segons la ubicació.

## Aspectes ambientals

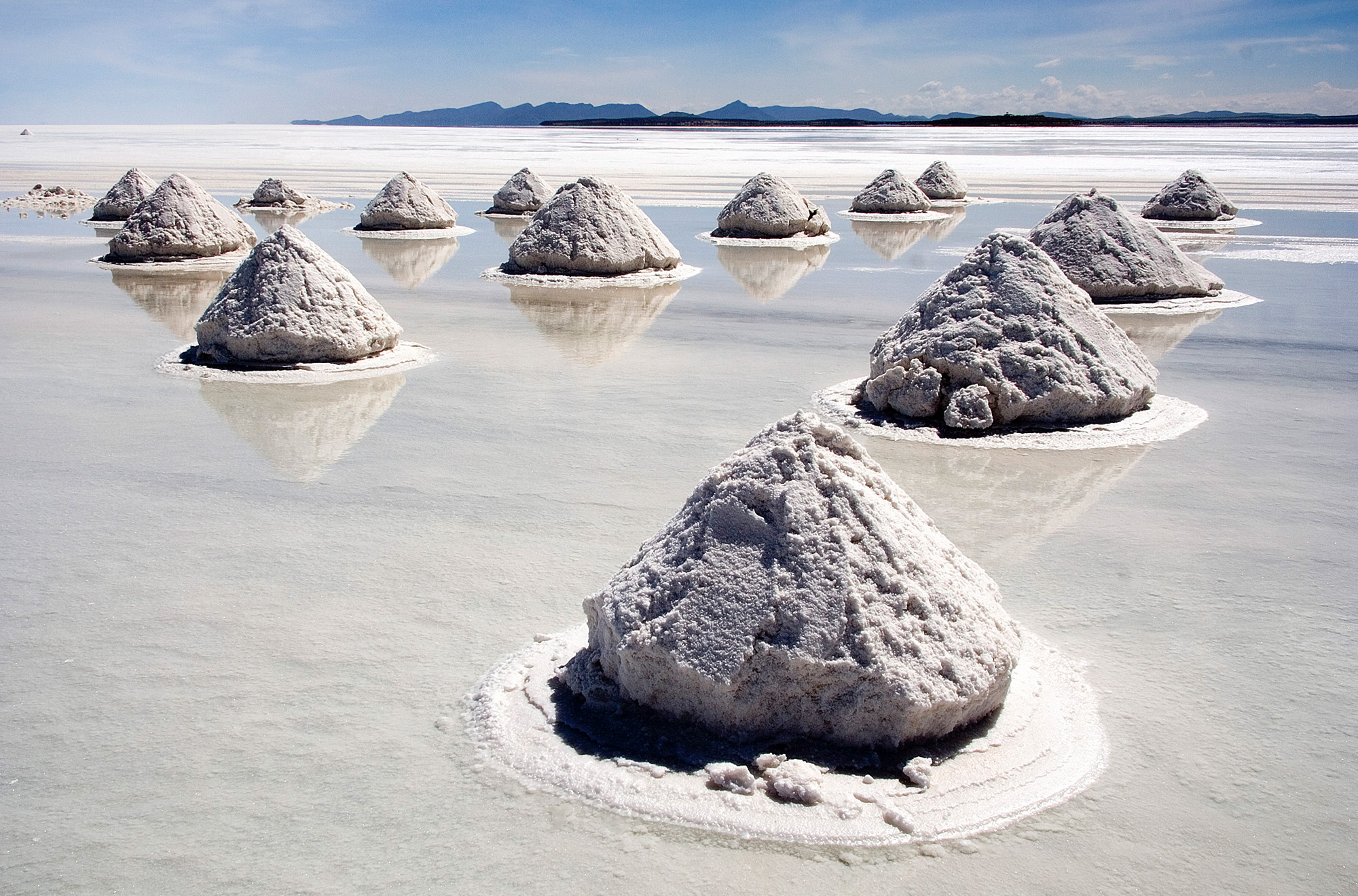
El Salar de Uyuni a Bolívia hi ha una de les reserves de liti més grans conegudes del món.

Els cotxes elèctrics tenen diversos avantatges en substituir els cotxes ICE, inclosa una reducció significativa de la contaminació atmosfèrica local, ja que no emeten contaminants en l'escapament com ara compostos orgànics volàtils, hidrocarburss, monòxid de carboni, ozó, plom i diversos òxids de nitrogen. De manera similar als vehicles ICE, els cotxes elèctrics emeten partícules del desgast dels pneumàtics i dels frens que poden danyar la salut, tot i que la frenada regenerativa dels cotxes elèctrics significa menys pols de frens. Calen més investigacions sobre les partícules que no són d'escapament. L'aprovisionament de combustibles fòssils (pou de petroli a dipòsit de gasolina) causa més danys així com l'ús dels recursos durant els processos d'extracció i refinament.
Depenent del procés de producció i de la font d'electricitat per carregar el vehicle, les emissions es poden traslladar parcialment de les ciutats a les plantes que generen electricitat i produeixen el cotxe, així com al transport de material. La quantitat de diòxid de carboni emesa depèn de les emissions de la font d'electricitat i de l'eficiència del vehicle. Per a l'electricitat de la xarxa, les emissions del cicle de vida varien en funció de la proporció de centrals de carbó, però sempre són inferiors a les dels cotxes ICE.
S'ha estimat que el cost d'instal·lar la infraestructura de recàrrega es compensarà amb l'estalvi de costos sanitaris en menys de 3 anys. Segons un estudi del 2020, equilibrar l'oferta i la demanda de liti durant la resta del segle requerirà bons sistemes de reciclatge, integració del vehicle a la xarxa i una menor intensitat de transport de liti.
Alguns activistes i periodistes han expressat la seva preocupació per la falta d'impacte percebuda dels cotxes elèctrics per resoldre la crisi del canvi climàtic. en comparació amb altres mètodes menys populars. Aquestes preocupacions s'han centrat en gran manera al voltant de l'existència de formes de transport menys intensives en carboni i més eficients, com ara la mobilitat activa, el trànsit massiu, els e-scooters i la continuació d'un sistema dissenyat primer per als cotxes.

### Opinió pública
Una enquesta de 2022 va trobar que el 33% dels compradors d'automòbils a Europa optaran per un cotxe de gasolina o dièsel quan compren un vehicle nou. El 67% dels enquestats va esmentar optar per la versió híbrida o elèctrica. Més concretament, es va descobrir que els cotxes elèctrics només són preferits pel 28% dels europeus, cosa que els converteix en el tipus de vehicle menys preferit. El 39% dels europeus tendeixen a preferir els vehicles híbrids, mentre que el 33% prefereix els vehicles de gasolina o vehicles dièsel.
El 44% dels compradors de cotxes xinesos, en canvi, són els més propensos a comprar un cotxe elèctric, mentre que el 38% dels nord-americans optaria per un cotxe híbrid, el 33% preferiria gasolina o dièsel, mentre que només el 29% optaria per un elèctric.
Concretament a la UE, el 47% dels compradors de cotxes majors de 65 anys és probable que adquireixin un vehicle híbrid, mentre que el 31% dels enquestats més joves no consideren que els vehicles híbrids siguin una bona opció. El 35% preferiria optar per un vehicle de gasolina o dièsel, i el 24% per un cotxe elèctric en comptes d'un híbrid.
A la UE, només el 13% de la població total no té previst tenir cap vehicle.